# Осолница
Осолница (на македонска литературна норма: Осолница; на албански: Osollnica) е село в Северна Македония, в Община Вапа (Център Жупа).

## География
Селото е разположено в областта Жупа в западното подножие на планината Стогово.

## История
В XIX век Осолница е село от две махали – българска и турска, в Дебърска каза на Османската империя. В „Етнография на вилаетите Адрианопол, Монастир и Салоника“, издадена в Константинопол в 1878 година и отразяваща статистиката на населението от 1873 година, Осолница е посочено като село с 10 домакинства, като жителите му са 34 българи, а Турска Осолница е с 30 домакинства и 63 жители турци.
Според статистиката на Васил Кънчов („Македония. Етнография и статистика“) в 1900 Осолница има 130 жители българи християни, а Турска Осолница - 200 турци.
На Етнографската карта на Битолския вилает на Картографския институт в София от 1901 година Бугарска Осолница е чисто българско село в Дебърската каза на Дебърския санджак с 18 къщи, а Осолница е чисто турско село в Дебърската каза на Дебърския санджак с 40 къщи.
Цялото християнско население на селото е под върховенството на Българската екзархия. По данни на секретаря на екзархията Димитър Мишев („La Macédoine et sa Population Chrétienne“) в 1905 година в Осолница има 144 българи екзархисти.
Според статистика на вестник „Дебърски глас“ в 1911 година в Осолница има 18 български екзархийски къщи.
В 1915 година, по време на Първата световна война, селото е анексирано от Царство България. Към 1 март 1916 година Осолница е част от Светоградската община на българската Дебърска околия.
Според преброяването от 2002 година селото е без жители.